# Кациян, Артём Андроникович

Мемориальная доска Артёму Андрониковичу Кацияну

Артём Андроникович Кациян, другие варианты имени — Артемий, Артур, отчества — Андраникович, Андреевич, фамилии — Кациан (1886 год, Владикавказ, Терская область — 23 мая 1943 года, Орджоникидзе, Северо-Осетинская АССР) — художник, пионер авиации, один из первых российских и германских авиаторов, первый в истории российский лётчик, установивший мировой рекорд в авиации по дальности и высоте полёта. Первый армянин, ставший лётчиком.

## Биография
Родился в 1886 году (по другим сведениям — в 1880 году) в армянской семье приказчика магазина. Обучался в местной гимназии, где дружил с Евгением Вахтанговым. Увлекался живописью, лепкой и керамикой. После окончания в 1905 году гимназии изучал живопись в Тифлисе. В последующем продолжил своё образование в Мюнхенской художественной академии. С 1908 года посещал мюнхенский аэроклуб, который окончил в 1909 году. В этом же году установил мировой рекорд по дальности и высоте полёта. В качестве приза получил аэроплан фирмы «Grade», на котором совершал показательные полёты в Бельгии, Голландии, Дании и Германии. После окончания академии в 1910 возвратился во Владикавказ. Багажом перевёз во Владикавказ самолёт, полученный в качестве приза в Германии.
Во Владикавказе совершал показательные полёты на плацу Кадетского корпуса. 27 сентября 1911 года совершил показательный полёт в Грозный. В 1913 году во время полёта в Гянджу разбил самолёт. С 1913 года трудился мастером, с середины 1914 года — лётчиком-испытателем на авиационном заводе Щетинина.
С 1914 года участвовал в Первой мировой войне. Воевал разведчиком, корректировщиком артиллерии на Северо-Западном фронте. Был награждён двумя Георгиевскими крестами III и IV степеней. В начале 1916 года во время разведывательного полёта получил ранение и после долгого лечения был признан негодным к полётам.
После возвращения во Владикавказ занимался скульптурой, художественной фотографией и живописью. Владел собственной мастерской «Фотография Рембрандт». В 1922 году по ложному доносу был арестован за фальшивомонетчество и приговорён к высшей мере наказания, однако вскоре был оправдан и освобождён. С 1934 года преподавал теорию полёта в Орджоникидзевском аэроклубе. Выполнял тренировочные полёты на «У-2». Был членом Северо-Осетинского союза художников. Преподавал живопись в художественном техникуме.
Проживал в квартире № 1 дома № 36 (сегодня — объект культурного наследия) на проспекте Сталина (сегодня — проспект Мира).
1 марта 1943 года арестован НКВД за проживание на оккупированной территории в селе Бирагзанг. Был обвинён в работе переводчиком в немецкой комендатуре. С марта содержался в тюремной больнице, где скончался 23 марта 1943 года. В 1998 году был реабилитирован.
Творчество
Написал картины «Коста Хетагуров», «Терек», «Чабаны изучают советскую Конституцию», «Встреча Кирова», «Убийство революционера Ноя Буачадзе», «Расстрел 26 бакинских комиссаров», которые хранятся владикавказском Художественном музее имени М. Туганова.
Память
- В 1990 году в Армении вышла почтовая марка, посвящённая Артёму Кацияну.
- 21 февраля 2012 года на доме была установлена мемориальная доска Артёму Кацияну[4] (Автор: Артём Саркисов[5]).
- На территории Владикавказского аэроклуба на Архонском шоссе (район объездной дороги с. Гизель) в 2013 году установлен памятник-обелиск из красного и чёрного гранита с надписью «4 сентября 1911 года уроженец Владикавказа Артур Андронникович Кациан впервые взлетел на аэроплане „Грандэ“ с плаца кадетского корпуса и открыл эру авиации Осетии»[6].